# 司令官
司令官（しれいかん、Commander）とは、軍隊や自衛隊などで、大規模な部隊や艦隊を指揮・統率する職。
指揮官が現場で直接指揮を執るのに対して、司令官は現場から離れた中央の司令部で指揮官に指示を与える点が異なる。
軍隊制度を採るキリスト教会の救世軍は、各軍国（管区）の最高責任者を「司令官」と称している。

## 各国

### アメリカ
アメリカ陸軍やアメリカ海兵隊、アメリカ空軍では、Commanderは部隊指揮官一般を指す用語であり、将官の指揮官はCommanding General（CG）、そうでない場合はCommanding Officer（CO）である。通常は下士官がなる分隊長はSquad Leaderである。
アメリカ海軍ではCommanderは中佐の階級と艦隊を指揮する将官の2つの意味がある。その他の指揮官はCommanding Officer（CO）である。

### イギリス
イギリス陸軍では、Commanderは車長や火砲の砲員の長など部署の責任者の立場にある下士官を指す用語であり、日本語の「司令官」の意味はない。また、小隊長を務めている大尉のことを“platoon commander”、旅団長を務めている准将を“brigade commander”と呼ぶことはあるが、これらも「司令官」の意味とは異なる。
イギリス海軍ではCommanderは中佐の階級を意味する。艦隊を指揮するような将官の意味ではない。

### 中国
中国人民解放軍では、「司令官」でなく、「司令員」と称される。

### 日本

#### 旧日本軍
大日本帝国陸軍では、総軍の指揮官を「総司令官」または「司令官」と、方面軍や軍の指揮官を「司令官」と称した。大日本帝国海軍では、艦隊の指揮官や鎮守府の長を「司令長官」と、戦隊の指揮官を「司令官」と、隊の指揮官を「司令」と称した。

#### 自衛隊
「司令官」という名称の役職は創設の順に、海上自衛隊の「自衛艦隊司令官」、航空自衛隊の「航空総隊司令官」（共に1961年6月12日～）、陸上自衛隊の「中央即応集団司令官」（2007年3月28日～2018年3月）、「陸上総隊司令官」（2018年3月〜）、2025年3月に防衛省は陸海空の全てを統括する統合作戦司令部を設置し、その長である統合作戦司令官の役職が設けられた。
| 統合作戦司令部 | 統合作戦司令官（統合作戦司令官たる将）                                                                                 |
| 陸上自衛隊     | 陸上総隊司令官 |
| 海上自衛隊     | 自衛艦隊司令官 護衛艦隊司令官 航空集団司令官 潜水艦隊司令官 教育航空集団司令官 練習艦隊司令官 （海将補）               |
| 航空自衛隊     | 航空総隊司令官 航空支援集団司令官 航空教育集団司令官 航空開発実験集団司令官 航空方面隊司令官（北部、中部、西部、南西） |

### オーストラリア
オーストラリア海軍 (RAN) の司令官の階級は、イギリス海軍の司令官と同じ内容である。第1師団、第2師団、第3師団（5師団）に所属するRANのチャプレンには、司令官と同等の階級が与えられている。つまり、司令官、中佐、ウイング司令官以下の将校や下士官にとって、チャプレンが上官であることを意味する。
司令官より上位の士官に対しては、チャプレンが下位に位置する。このような同等性が存在するが、第1、2、3師団に所属するRANチャップレンは、実際には指揮官の階級を身につけておらず、指揮官としての特権も持っていない。

### ロシア
ソビエト軍・ロシア連邦軍では、軍・軍管区（戦線）・独立兵科の長に「司令官」（Командующие）の語が用いられる。方面総司令部（総軍）・軍種の長は、「総司令官」（Главнокомандующие）と称される。

## 上位・下位

### 最高司令官
通常「最高司令官」とは以下の2つの意味で使われる。
一国の軍隊の全体に及ぶ最高位の指揮権者（Commander-in-Chief / Supreme Commander）
通常、その国家の元首が、その職務の一部として務める。少なくとも形式上、共和制（共和国）なら大統領（例：アメリカ合衆国大統領 / 共和国大統領 (フランス) / ロシア連邦大統領）、君主制なら皇帝（「インペラトル」が語源）や王・国王などの君主である。ただし、実権としては、ある特定の国における、国家最高責任者たる大統領・首相・宰相などが務める場合も多い。
なお、元首でもなく行政の最高責任者でもない役職が務める極めて珍しい例として、中国中央軍事委員会主席（中国共産党中央委員会総書記・党中央軍事委員会主席と兼務）や北朝鮮国家武力最高司令官（朝鮮労働党総書記・党中央軍事委員会委員長と兼務）が挙げられる。ただしどちらの役職も、それぞれの国の実質的な最高実力者が務めることが慣例となっている。
- 中国共産党中央軍事委員会主席（Chairman of the Central Military Commission of Communist Party of China）
- 中国中央軍事委員会連合作戰総指揮官 （Commander in Chief of the Central Military Commission Joint Battle Command Center）
- 朝鮮労働党中央軍事委員会委員長（Chairman of the Central Military Commission of the Workers' Party of Korea）
- 北朝鮮国家武力最高司令官（Commander-in-Chief of the Armed Forces of the Democratic People's Republic of Korea）

複数の国々から拠出された部隊から編成される連合軍・多国籍軍の指揮権者（Commander-in-Chief / Supreme Commander）
- 南西太平洋戦域軍最高司令官（Commander in Chief, Southwest Pacific Area (CINCSWPA)）：太平洋戦争中のダグラス・マッカーサー
- 連合国遠征軍最高司令官（Supreme Commander of Allied Expeditionary Force(SCAEF)）：トーチ作戦・オーヴァーロード作戦時のドワイト・D・アイゼンハワー
- 連合国軍最高司令官（Supreme Commander for the Allied Powers (SCAP)）：日本占領時のダグラス・マッカーサー
- 欧州連合軍最高司令官（Supreme Allied Commander Europe (SACEUR)） - 北大西洋条約機構

### 総司令官
通常、「総司令官」とは、以下の2つの意味で使われる。
ある特定の軍種における最高位の役職
その軍種における最高司令官に次ぐ最高位の役職。ただし、必ずしも作戦上の指揮権を有さない場合もある。
- アメリカ陸軍総司令官（Commanding General of the United States Army） - 最高位の役職。現在のアメリカ陸軍参謀総長に相当。
- アメリカ海兵隊総司令官（Commandant of the United States Marine Corps） - 最高位の役職だが、現在、行政上の管理権を有するのみで、作戦上の指揮権を有さない。

大日本帝国陸軍における総軍の指揮官
この場合は「総軍の司令官」という意味の役職であり、司令部は「総司令部」と称しその長に「総司令官」を、総司令部参謀部の長として総参謀長を擁する。方面軍、軍・航空軍を隷下部隊とする。
- 満州軍総司令官 - 日露戦争における在大陸戦線の全陸軍部隊を統括。
- 支那派遣軍総司令官 - 日中戦争（支那事変）における在中国戦線の全陸軍部隊を統括。
- 南方軍総司令官 - 太平洋戦争（大東亜戦争）における在南方戦線の全陸軍部隊を統括。
- 関東軍総司令官 - 関東州（満洲）における全陸軍部隊を統括。
  - 関東軍は1942年10月に部隊編制が軍から総軍へ昇格したものであり、昇格前は他の軍と同じく「司令部」を擁しその長は「司令官（軍司令官）」と称していた。

しかしながら以下の3個総軍に関しては、総司令部ではなく「司令部」と称しその長として「司令官」を、司令部参謀部の長として参謀長を擁する。
- 第1総軍司令官 - 本土決戦における在日本東方（北海道及び北方方面を除く）の全陸軍部隊を統括。
- 第2総軍司令官 - 本土決戦における在日本西方の全陸軍部隊を統括。
- 航空総軍司令官 - 本土防衛戦における在日本の陸軍航空部隊を統括。

なお例外として、その規模から総軍相当とされ「総司令部」を置くものの、隷下部隊を持たず厳密には総軍たる軍隊ではない官衙であっても「総司令官」の役職を擁すものがあった。
- 防衛総司令部総司令官（「防衛総司令官」）

### 最高司令官・司令長官
「最高司令官」「司令長官」（Commander-in-Chief）とは、本来、その下位に別の「司令官」が配置されている、「司令官の長たる司令官」という意味の役職である。
- アメリカ合衆国 - 現在はアメリカ合衆国大統領のみがCommander-in-Chiefの肩書きを有する。
- マシュー・ペリー - 黒船来航で知られるが、「東インド艦隊司令長官」としての任務での来日であり、日本語における最初の「司令官・司令長官」である可能性が高い。
- 大日本帝国海軍では艦隊や鎮守府、警備府の指揮官を司令長官と称した。
  - 連合艦隊司令長官
    - 第一艦隊司令長官
    - 第二艦隊司令長官
    - 第三艦隊司令長官
    - 第四艦隊司令長官
    - 第五艦隊司令長官
    - 第六艦隊司令長官
    - 南遣艦隊司令長官
    - 第一航空艦隊司令長官
    - 第十一航空艦隊司令長官

  - 支那方面艦隊司令長官

### 司令
「群」や「隊」などを指揮する指揮官（部隊長）の役職は、「群司令」や「隊司令」など「司令」と称される。なお「司令」を用いる役職として、日本陸軍において兵営における週番勤務者の長である「週番司令」が各部隊に置かれていた。